# Терцијар
Терцијар је термин за временски период од изумирања диносауруса, приближно пре око 65 милиона, и почетка последњег леденог доба (квартар) пре око 1,8 милиона година. По тренутно важећој временској скали уместо терцијара стоје две периоде: палеоген и неоген који су даље издељени на епохе. Према томе, терцијар је време од почетка геолошке епохе палеоцена до краја геолошке епохе плиоцена.

## Историја употребе термина
Терцијар је назив у старој геолошкој временској скали који је увео у употребу италијански геолог Ђовани Ардуино. У тој скали геолошко време је било подељено на: основни (први), други, трећи (терцијар) и вулкански или четврти (квартар) период, од којих се у данашњој скали задржао само квартар. Ово је зато што је подела коју је направио Ардуино била применљива само за подручје на којем је он радио - северна Италија, али није применљива у општем случају - за целу планету.
Чарлс Лајел је 1828. године уврстио терцијар у своју, доста детаљнију класификацију. Он је поделио период терцијара на четири епохе према процентуалном учешћу фосила мекушаца пронађених у стратумима који личе на савремене врсте. Назвао их је грчким именима: еоцен, миоцен, старији плиоцен и млађи плиоцен. Иако је ова подела деловала исправна за подручје на ком је првобитно била употребљена (делови Алпа) и Италије, када се касније пробало исти систем применити на остале делове Европе и Америку, показало се да је неприменљив. Зато је касније напуштен принцип коришћења фосила мекушаца за дефинисање епоха.

## Живи свет
На почетку овог периода сисари су заменили гмизавце као доминантну групу кичмењака. Свака епоха терцијара је одређена одређеним стадијумом у развоју сисара. Најранији препознатљиви хоминидни преци човека проконзул (лат. Proconsul) и аустралопитекус (лат. Australopithecus) су се појавили у овом периоду. Данашње врсте птица, гмизаваца, водоземаца, риба и бескичмењака су или већ биле бројне на почетку овог периода или су се појавиле на њеном самом почетку. Савремене породице цветница су се појавиле. Морски бескичмењаци и кичмењаци су претрпели средњи ниво еволуције.

## Геолошки догађаји
Тектонске активности су се наставиле пошто се Гондвана коначно поделила, а Индија се сударила са Евроазијском плочом. Јужна Америка се спојила са Северном Америком крајем терцијара. Антарктик, који је већ био одвојен, се кретао ка свом садашњем положају изнад Јужног пола. Вулканске активности су биле честе. 

## Клима
Клима се током терцијара полако хладила, почевши од палеоцена са тропско-ка-умереним температурама, а завршила се широким замрзавањем на крају периода.